# Электросила (футбольный клуб)
«Электросила» — советский футбольный клуб из Ленинграда. Основан не позднее 1931 года.

## История
Клуб создан не позднее 1931 года в Ленинграде на электромашиностроительном заводе «Электросила». Участник чемпионата Ленинграда в 1931 (весна) и 1931 (осень) году. Дебютант чемпионата СССР в 1946 году Вторая группа, Восточная подгруппа. После чемпионата СССР по футболу 1946 года команда покинула розыгрыш и принимала участие только в Чемпионате Ленинграда (с 1991 года Санкт-Петербурга) с 1947 по 1951 год и с 1963 по 1997 год. В 1982 и 1985 году клуб принимал участие в розыгрыше Кубка Ленинграда, но далее чем 1/4 финала не прошёл.

## Достижения
- 11-е место в чемпионате СССР 1946 года. Вторая группа, восточная подгруппа.